# 第二次世界大戦全史
第二次世界大戦全史（だいにじせかいたいせんぜんし 原題:Victory At Sea）は1952年から翌年にかけてアメリカのテレビ局NBCで放映された第二次世界大戦の記録映画シリーズ。全26話。2007年にNHKで「第二次世界大戦全史 Victory At Sea 」として放映された。特攻隊の米国艦船突入シーンなど、貴重な映像が収録されている。

## 内容
全26話を13巻にまとめた日本語版がDVDで刊行されている。
- 1. ヨーロッパ戦線編　第二次世界大戦勃発、アメリカの参戦
- 2. ヨーロッパ戦線編　地中海の戦い、エル・アライメンの戦い
- 3. ヨーロッパ戦線編　トーチ作戦、南大西洋の戦い
- 4. ヨーロッパ戦線編　イタリアの降伏、D-DAYノルマンディー上陸作戦
- 5. ヨーロッパ戦線編　 Uボート壊滅、ナチス・ドイツの最後
- 6. 太平洋戦争編　真珠湾攻撃、ミッドウェー海戦
- 7. 太平洋戦争編　ガダルカナル、ラバウル攻防戦
- 8. 太平洋戦争編　第二次世界大戦中の北極海における輸送船団、マーシャル諸島攻略戦
- 9. 太平洋戦争編　ニューギニア戦線、マリアナ沖海戦
- 10. 太平洋戦争編　ペリリューの戦い、レイテ沖海戦
- 11. 太平洋戦争編　フィリピン攻防戦、シーレーン破壊作戦
- 12. 太平洋戦争編　硫黄島の戦い、ビルマ戦役
- 13. 太平洋戦争編　沖縄地上戦・神風特攻隊~原爆投下・終戦

## 音楽
音楽はリチャード・ロジャースがピアノ譜で示した12の断片をもとにロバート・ラッセル・ベネットがさらにオリジナルの楽想を加えオーケストレーションを行い長大なスコアを作り上げた。